# Rudolf Schmid (Ingenieur)
Rudolf Schmid (* 13. Dezember 1896; † 30. Oktober 1962 in Stuttgart) war ein deutscher Ingenieur und von 1958 bis 1961 der dritte Direktor der Bundesanstalt Technisches Hilfswerk (THW).

## Leben
Schmid nahm als Offizier am Ersten Weltkrieg teil. Nach seiner Rückkehr nahm er ein Maschinenbau-Studium auf, das er erfolgreich mit Diplom- und Doktorgrad abschloss. Bereits während seines Studiums engagierte er sich als freiwilliger Helfer in der Technischen Nothilfe (TN). Nach Abschluss seines Studiums nahm Schmid eine leitende Position in der Industrie ein. Später trat er in den hauptamtlichen Dienst der TN ein und verlieb dort bis zum Ende des Zweiten Weltkriegs. 
Im Jahr 1950 trat Schmid, nach Kontakt mit ehemaligen Kameraden aus der TN, in das neugegründete Technische Hilfswerk (THW) ein. Während der Gründungsphase der Behörde war er als vorbereitender Landesverbandsleiter für Baden-Württemberg tätig. Am 1. Mai 1952 wurde er zum Leiter und späteren Landesbeauftragten des Landesverbandes VIII (Baden-Württemberg) in Stuttgart berufen. Während seiner Amtszeit leistete er einen erheblichen Beitrag zur Gründung neuer Ortsverbände und zur Verbesserung der Ausbildung im THW.
Am 1. August 1958 wurde Schmid zum THW-Direktor ernannt. Aus Alters- und Gesundheitsgründen trat er am 30. September 1961 von seinem Amt zurück. Sein Nachfolger wurde Hans Zielinski. Anschließend wurde Schmid zunächst formal wieder Landesbeauftragter für Baden-Württemberg. Sein Nachfolger im Landesverband, Dipl.-Ing. Walter Lenz, wurde am 1. Dezember 1958 mit der Wahrnehmung der Aufgaben betraut und offiziell am 1. Oktober 1962 zum neuen Landesbeauftragten ernannt.
Am 14. September 1962 wurde Schmid – zu diesem Zeitpunkt schwer krank und an das Krankenbett gefesselt – das große Verdienstkreuz des Verdienstordens der Bundesrepublik Deutschland verliehen. Er verstarb am 30. Oktober 1962 in Stuttgart und wurde auf dem Waldfriedhof beigesetzt.